# Nitokris
Nitokris (stgr. Νίτωκρις, egip. Neitaquerti, co znaczy Neit-jest-najdoskonalsza) – prawdopodobnie ostatnia władczyni starożytnego Egiptu z VI dynastii, a jednocześnie pierwsza kobieta na tronie Dolnego i Górnego Egiptu rządząca samodzielnie i, przynajmniej nominalnie, uważana za władcę całego kraju. Uważano, że była córką Pepi II i jego żony Neit, oraz siostrą i żoną Merenre Nemtyemsafa II.
Istnieją pewne wątpliwości co do historyczności jej rządów. Niektórzy historycy (np. Kim Ryholt) twierdzą, że Nitokris była mityczną postacią, wywodzącej się z figury króla Netjerkare Siptaha (młodszego), następcy Merenre II.
|                   |     |          |         |    |
| \| \| \| \| \| \| |     |          |         |    |
|                   |     |          |         |    |
| N35 · X1 · Z5     | M17 | X7 · D21 | X1 · Z4 | G7 |

| N35 · X1 · Z5 | M17 | X7 · D21 | X1 · Z4 | G7 |

|                   |     |          |         |    |
| \| \| \| \| \| \| |     |          |         |    |
|                   |     |          |         |    |
| N35 · X1 · Z5     | M17 | X7 · D21 | X1 · Z4 | G7 |

| N35 · X1 · Z5 | M17 | X7 · D21 | X1 · Z4 | G7 |

|                   |     |          |         |    |
| \| \| \| \| \| \| |     |          |         |    |
|                   |     |          |         |    |
| N35 · X1 · Z5     | M17 | X7 · D21 | X1 · Z4 | G7 |

| N35 · X1 · Z5 | M17 | X7 · D21 | X1 · Z4 | G7 |

|                   |     |          |         |    |
| \| \| \| \| \| \| |     |          |         |    |
|                   |     |          |         |    |
| N35 · X1 · Z5     | M17 | X7 · D21 | X1 · Z4 | G7 |

| N35 · X1 · Z5 | M17 | X7 · D21 | X1 · Z4 | G7 |

## Lata panowania
- ok. 2200 p.n.e. (Grimal)
- 2218 p.n.e. – 2216 p.n.e. (Kwiatkowski)
- ok. 2180 p.n.e. (Schneider)

Papirus turyński określa czas sprawowania przez nią władzy na 2 lata, 1 miesiąc i 1 dzień, Maneton przypisuje jej 12, a Eratostenes – 6 lat rządów.

## Legendy
Legenda, którą Herodot przekazuje w swoich Dziejach mówi, że jej mąż został zamordowany, a Nitokris, znając zabójców, zaprosiła ich na ucztę, podczas której otworzyła sekretny kanał, przez który woda zalała komnatę, topiąc biesiadników. Następnie, chcąc uniknąć zemsty, popełniła samobójstwo, zamykając się w komorze pełnej popiołów. Niektórzy badacze dziejów starożytnego Egiptu nie wykluczają też takiego przebiegu wydarzeń. W czasach greckich przeszła do legendy jako Rodopis, kurtyzana i mityczna fundatorka trzeciej piramidy (Mykerinosa) w Gizie.

## Fakty
Dane odnośnie do jej panowania są bardzo niepewne. Była siostrą i żoną Merenrego II. Po jego śmierci wybuchły w kraju niepokoje społeczne, w czasie których pojawiło się wielu uzurpatorów. Nitokris zdołała ich usunąć i sama objęła rządy. 

## Źródła archeologiczne
Nie odnaleziono dotychczas żadnych świadectw archeologicznych mówiących o jej panowaniu. Nie wiadomo również, gdzie została pochowana.
Możliwe, że brak wzmianek o niej w Kanonie Turyńskim i Liście królów z Abydos na skutek damnatio memoriae, jak to się zdarzyło z inną kobietą-królową - Hatszepsut i niektórymi innymi "nieprawowitymi władcami".